# Camptotypus basalis
Camptotypus basalis är en stekelart som först beskrevs av Cameron 1911.  Camptotypus basalis ingår i släktet Camptotypus och familjen brokparasitsteklar. Inga underarter finns listade.